# Галлап
Га́ллап (англ. Gallup, навахо Naʼnízhoozhí) — город на юго-западе США, административный центр округа Мак-Кинли штата Нью-Мексико. Население — 20 209 человек (перепись 2000).
Город расположен вблизи границы с Навахо-Нейшен. Так как в резервации запрещена продажа алкоголя, многие жители резервации покупают алкоголь в Галлапе. Много лет город лидировал в США по количеству смертей, связанных с алкоголем. В 2014 году он был отмечен в отчёте ФБР как самый опасный город в Нью-Мексико.

## Географическое положение
По данным Бюро переписи населения США город имеет общую площадь в 34,6 км². Галлап находится вблизи резервации Навахо-Нейшен.

## Население
| Год переписи | Нас.  |  | %±     |
| ------------ | ----- |  | ------ |
| 1900         | 2948  |  | —      |
| 1910         | 2264  |  | −23,2% |
| 1920         | 3920  |  | 73,1%  |
| 1930         | 5992  |  | 52,9%  |
| 1940         | 7041  |  | 17,5%  |
| 1950         | 9133  |  | 29,7%  |
| 1960         | 14089 |  | 54,3%  |
| 1970         | 14596 |  | 3,6%   |
| 1980         | 18167 |  | 24,5%  |
| 1990         | 19154 |  | 5,4%   |
| 2000         | 20209 |  | 5,5%   |
| 2010         | 21678 |  | 7,3%   |
| 2016         | 22670 |  | 4,6%   |

По данным переписи 2010 года население Галлапа составляло 21 678 человек (из них 47,8 % мужчин и 52,2 % женщин), в городе было 7590 домашних хозяйств и 5244 семьи. На территории города было расположено 8097 построек со средней плотностью 234 постройки на один квадратный километр суши. Расовый состав: белые — 35,2 %, афроамериканцы — 1,2, азиаты — 2,0 %, коренные американцы — 43,8 %.
Население города по возрастному диапазону по данным переписи 2010 года распределилось следующим образом: 30,5 % — жители младше 18 лет, 4,4 % — между 18 и 21 годами, 54,4 % — от 21 до 65 лет и 10,7 % — в возрасте 65 лет и старше. Средний возраст населения — 31,9 лет. На каждые 100 женщин в Галлапе приходилось 91,5 мужчин, при этом на 100 совершеннолетних женщин приходилось уже 86,4 мужчин сопоставимого возраста.
Из 7590 домашних хозяйств 69,1 % представляли собой семьи: 40,1 % совместно проживающих супружеских пар (18,4 % с детьми младше 18 лет); 21,4 % — женщины, проживающие без мужей и 7,6 % — мужчины, проживающие без жён. 30,9 % не имели семьи. В среднем домашнее хозяйство ведут 2,79 человека, а средний размер семьи — 3,34 человека. В одиночестве проживали 25,4 % населения, 7,9 % составляли одинокие пожилые люди (старше 65 лет).

## Экономика
В 2016 году из 15 755 человек старше 16 лет имели работу 8349. При этом мужчины имели медианный доход в 40 711 долларов США в год против 31 978 долларов среднегодового дохода у женщин. В 2014 году медианный доход на семью оценивался в 58 996 $, на домашнее хозяйство — в 38 646 $. Доход на душу населения — 17 839 $ в год.

## Климат
По классификации климатов Кёппена климат Галлапа относится к холодному семиаридному (BSk). Средняя температура в году — 9,3 °C, самый тёплый месяц — июль (средняя температура 21,2 °C), самый холодный — январь (средняя температура −1,2 °C). Среднее количество осадков в году составляет 328 мм.
| Показатель                    | Янв. | Фев. | Март | Апр. | Май  | Июнь | Июль | Авг. | Сен. | Окт. | Нояб. | Дек. | Год  |
| ----------------------------- | ---- | ---- | ---- | ---- | ---- | ---- | ---- | ---- | ---- | ---- | ----- | ---- | ---- |
| Средний суточный максимум, °C | 5,8  | 8,2  | 12,4 | 16   | 21,2 | 27,3 | 29,7 | 27,6 | 23,5 | 17,4 | 9,1   | 5,1  | 17,1 |
| Средняя температура, °C       | −1,2 | 1,3  | 4,2  | 7,1  | 12,8 | 18,2 | 21,2 | 19,7 | 15,8 | 9,8  | 4     | −0,9 | 9,3  |
| Средний суточный минимум, °C  | −8,2 | −6,1 | −2,6 | −0,6 | 3,6  | 9,6  | 13   | 11,7 | 7,7  | 2,8  | −3,9  | −8,4 | 1,6  |
| Норма осадков, мм             | 20   | 18   | 19   | 15   | 10   | 13   | 34   | 38   | 41   | 65   | 30    | 25   | 327  |